# Svatý Romuald

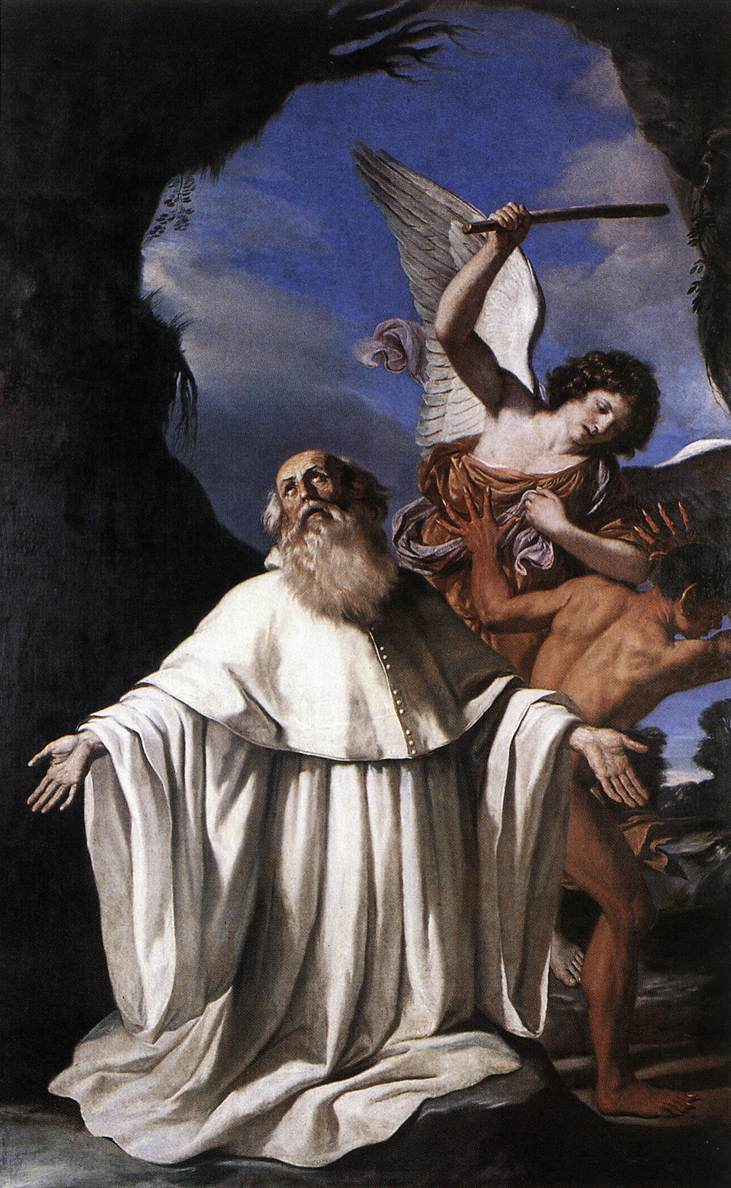
Guercino: Svatý Romuald

Svatý Romuald (it. Romualdo; lat. Romualdus; asi 952 Ravenna – 19. června 1027 Val di Castro) byl italský světec, mnich, poustevník, zakladatel kamaldulského řádu.

## Život
Narodil se okolo roku 952 v rodině vévody Sergia z Ravenny. V mládí žil nezřízeně a prostopášně. Ve společnosti štolbů, zbrojnošů a lovců vyrostl v jinocha nevázaného a nevědomého, jenž se věnoval výhradně zábavám a radovánkám. Miloval rytířské zápasy, honby a hry, hlučné pitky a styky s nemravnými ženami. Když mu bylo asi 20 let, neobyčejná událost dala jeho životu nový a neočekávaný směr. Jeho otec Sergius, muž náruživý a prchlivý, se pohádal o kus pozemku se svým příbuzným a vyzval ho na souboj. Jedním ze svědků duelu musel být i mladý Romuald, protože jinak by ho otec vyloučil z dědictví. V souboji Sergius svého soka zabil. Tato událost mladíkem otřásla a jeho svědomí mu od té doby vytýkalo, že je spoluviníkem hrozné vraždy.
V roce 973 se rozhodl opustit svět a vstoupil do benediktinského kláštera svatého Apolináře v Classe nedaleko Ravenny. Oplakával tam hříchy svého mládí a stal se vzorem horlivého kajícníka. Byl přijat do benediktinského řádu a složil sliby. Ve své horlivosti káral liknavější řeholníky, že důsledně nezachovávají původní přísnou řeholi sv. Benedikta. Vlažní a lhostejní mniši zahořeli proti němu nenávistí a vytýkali mu, že svou bezmeznou přísností ruší pokoj a svornost v klášteře. Proto se svolením opata asi po třech letech z kláštera odešel a odebral se do krajiny nedaleko Benátek k věhlasnému poustevníku Marinovi, aby se od něho naučil přísnému a nábožnému životu.
Marinus ho učil poustevnickému životu tvrdou rukou a vedl ho zejména k pokoře a trpělivosti. Kdykoli se Romuald při společném zpívání a odříkávání žalmů v něčem zmýlil, dostával od Marina prutem notnou ránu za ucho. Mladík to disciplinovaně snášel, pouze když od těch ran začal na levé ucho nedoslýchat, poprosil pokorně svého učitele, aby ho v budoucnu šlehal za pravé ucho.
V roce 978 přišel do Benátek opat Guerin z kláštera Saint-Michel de Cuxa ve východních Pyrenejích. Tento klášter byl význačným střediskem mnišské obnovy, která vycházela z francouzského benediktinského kláštera Cluny. Marinus a Romuald se s opatem Guerinem dohodli, že vstoupí do jeho kláštera. Připojil se k nim ještě benátský dóže Pietro Orseolo, jenž se rozhodl opustit politickou dráhu a stát se mnichem. V klášteře Saint-Michel de Cuxa nežil Romuald přímo mezi mnichy, ale v poustevně nedaleko kláštera, kde se v tichu modlil, umrtvoval a pracoval.
Asi v roce 988 dostal zprávu, že jeho otec Sergius, který se po osudném souboji ze strachu před krevní mstou uchýlil do jednoho kláštera nedaleko Ravenny, si řeholní život omrzel a klášter opustil. Bez meškání se vrátil do Itálie, v Ravenně vyhledal otce a přemluvil ho, aby se kajícně do kláštera vrátil.
Romuald již v Itálii zůstal a zdržoval se na různých pouštích, kam k němu přicházeli mniši a poustevníci, kteří toužili po vyšší dokonalosti. Zreformoval nebo založil několik mnišských komunit, jednu z nich též v pouštní krajině na ostrově Pereu u Ravenny. Mezi jeho obdivovatele patřil i císař Otto III., který ho v roce 998 ustanovil opatem v klášteře sv. Apolináře v Classe, v němž Romuald kdysi započal mnišský život. Byl opatem přísným, ukládal mnichům, aby zevrubně a svědomitě zachovávali všechna pravidla řehole svatého Benedikta; mniši ho proto začali nenávidět a vzdorovali jeho rozkazům. Romuald nechtěl být odpovědný za nekázeň v klášteře a již po roce opatskou hodnost složil. Odebral se do Říma a vykonal i pouť do kláštera Montecassino, mateřského kláštera benediktinského řádu.
Potom cestoval po Itálii a všude bojoval proti svatokupectví i proti nekázni a světáckému duchu v klášterech. Za to se mu často dostávalo výsměchu a potupy. Z mnohých klášterů, kde zavládl světácký duch, byl násilně vypuzen, ba několikrát mu bylo ukládáno o život. On však i nadále zakládal a obnovoval řeholní domy a poustevny a vychoval velké množství horlivých mnichů. Počátkem roku 1012 přišel do Toskánska a zřizoval tam poustevny. Jistý občan města Arezza, jménem Maldoli, měl krásný pozemek v blízkém pohoří uprostřed hlubokých bukových lesů (50 km severně od Arezza). Ve snu se mu zdálo, že na tom pozemku vidí vysoký, až do nebes sahající žebřík, po němž vystupovali bíle odění mniši. Považoval tento sen za pokyn od Boha a nabídl pozemek Romualdovi k založení poustevnické osady. Romuald dar s radostí přijal a zřídil na pozemku svatyňku ku poctě Božského Spasitele a vedle ní patero chýšek pro sebe a pro své čtyři druhy. Poustevna byla nazvána Campo Maldoli, to je pozemek Maldolův (zkráceně Camaldoli). Osada záhy proslula, z blízka i z daleka přicházeli četní poustevníci a zřizovali si v ní chýšky. Z této družiny povstal později řád kamaldulskýc poustevníků, kteří spojují benediktinské mnišské ideály s poustevnickým způsobem života.
Romuald svým žákům předepsal velmi tvrdá pravidla na základě staré řehole sv. Benedikta, ale na rozdíl od ostatních benediktinů, kteří nosili černé roucho, jeho žáci nosili řeholní roucho bílé. Poustevníci žili velice přísně, zachovávali úplné mlčení a dodržovali půst o chlebě, zelenině a vodě, pokrmů masitých a vína se zdržovali. Chodili bosi, hlavu měli oholenou, ale vousy nosili dlouhé. Každý z nich měl svou chýšku se zahrádkou a kapličkou, pokrmy jim řeholní bratří dávali do okénka. Všechny poustevny byly ohrazeny zdí, za níž se rozkládala hospodářská stavení k osadě příslušná. Uprostřed chýšek stál kostel, v němž se poustevníci scházeli ke mši svaté a k církevním hodinkám. Jinak se zdržovali ve svých chýškách a trávili život v modlitbách, ve svatém rozjímání a zabývali se ruční prací.
Sám Romuald se snažil být svým druhům vzorem poustevnického života. Neustále trestal své tělo za hříchy, jichž se v mládí dopouštěl. Čítal každodenně životy svatých a napodoboval je v konání rozličných kajících skutků. Jeho lůžkem byl slamník na holé zemi, pod řeholním rouchem nosil stále tři hrubé pásy.
Když utvrdil poustevnickou komunitu v Camaldoli, ustanovil Petra Daguina za převora a sám odešel do umbrijských hor, kde založil další poustevnickou osadu; odtud občas vycházel na rozličná místa v Itálii. Navštívil i císaře Jindřicha II., který přijel do Itálie, aby se od papeže nechal korunovat. Ke konci života se odebral do kláštera Val di Castro ve střední Itálii, který také kdysi založil, a zřídil si opodál něho v lesním úvalu poustevnu. V této poustevně zemřel dne 19. června 1027; pochovali ho v klášteře. 

## Úcta

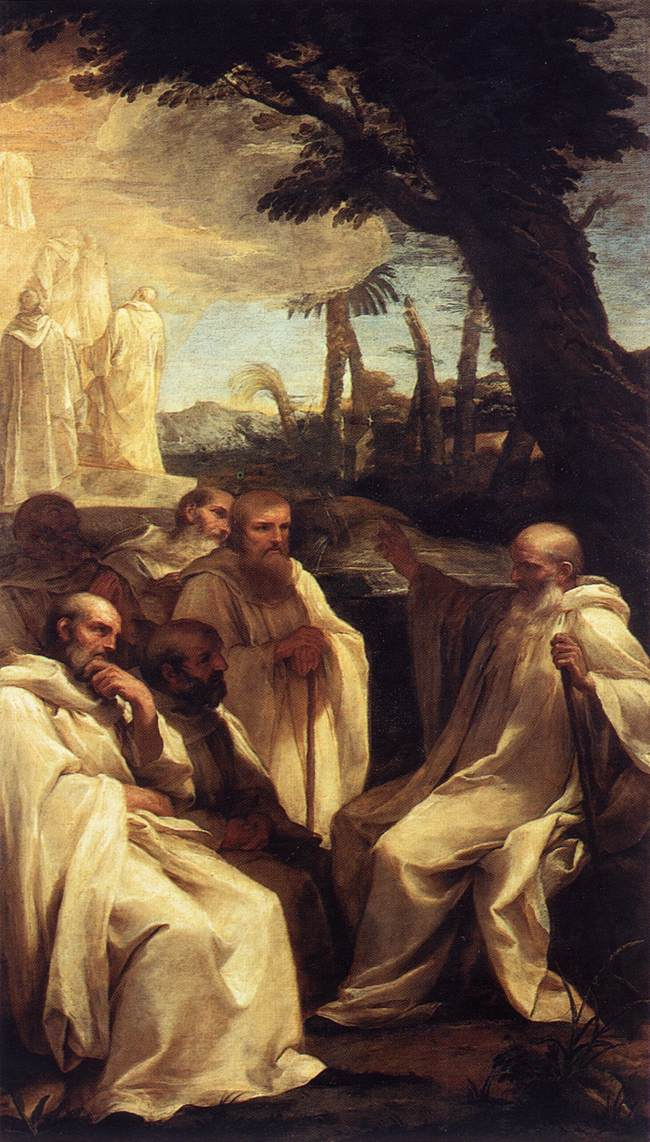
Andrea Sacchi: Vidění svatého Romualda, olej na plátně, 310 x 175 cm

Romuald byl prohlášen za blahoslaveného již v roce 1032, tedy pět let po své smrti. Jeho kult se rozvinul především v Itálii a v benediktinském řádu. Asi v roce 1042 sepsal sv. Petr Damiani obsáhlý spis Vita Beati Romualdi (Život blahoslaveného Romualda). V roce 1072 potvrdil papež Alexandr II. kamaldulskou řeholi.
V 15. století přenesli benediktinští mniši Romualdovy ostatky z kláštera Val di Castro do Jesi. V roce 1481 je získali kamaldulští poustevníci a přenesli je do kostela svatého Blažeje ve Fabrianu, který se od té doby nazývá kostel sv. Blažeje a Romualda.
V roce 1595 ho papež Klement VIII. prohlásil za svatého a ustanovil za den jeho pocty 7. únor (7. února 1481 byly převezeny světcovy ostatky do kostela ve Fabrianu). Při reformě kalendáře v roce 1969 byla jeho liturgická památka stanovena na 19. červen, tedy na výroční den světcovy smrti.
Svatý Romuald je patronem kamaldulského řádu; znázorňován bývá většinou s vousem, oděn v bílém hábitu, se svatozáří a berlou, jindy s knihou a modelem poustevny. Andrea Sacchi ho na obraze z roku 1631 zobrazil ve společnosti řeholních spolubratrů, přičemž v pozadí jsou vidět schody do nebe, po nichž vystupují bíle odění poustevníci.

## Žáci sv. Romualda a české země
Kamadulský řád v českých zemích nepůsobil, přesto byli již v 11. století dva žáci sv. Romualda horlivě uctíváni i v Čechách a na Moravě. Na pokyn císaře Oty III. totiž na přelomu let 1001/1002 dva žáci sv. Romualda z poustevny v Pereu u Ravenny, Benedikt a Jan, odešli do Polska, aby pokračovali v misii umučeného svatého Vojtěcha mezi Polany a Prusy. Dne 11. listopadu 1003 byli spolu s dalšími třemi spolubratry zavražděni. Ostatky těchto svatých Pěti bratří nechal v roce 1039 kníže Břetislav I. přenést do Prahy a odtud se dostaly také do dalších míst v českých zemích. Tito mučedníci byli zařazeni mezi české zemské patrony neboli ochránce.
Svatý Bruno z Querfurtu, jehož do poustevnického života zasvětil sám sv. Romuald, napsal životopis svatého Vojtěcha, druhého biskupa pražského, se kterým se osobně znal, a sepsal též historii svatých Pěti bratří.